# 緑川アイラ
緑川 アイラ（みどりかわ アイラ、1984年3月3日 - ）は、日本の女性フリーライター、ブロガー、熱波師、プロボクサー、元地方公務員。本名・緑川 愛（読み同じ）。埼玉県岩槻市（現さいたま市岩槻区）出身。早稲田大学第二文学部卒業。
注意欠陥・多動性障害（ADHD）を公表し、自らを「ADHD女子革命家」と称していた。

## 経歴
3姉妹の末っ子として生まれる。保育園では同年代の子たちとの付き合い方が全く分からず、いじめられたりもした。中学では不登校も経験。
東京都内の高校に進学し、1浪した後に早稲田大学に進学。大学時代は早稲田大学探検部に所属。1年の留年の後に卒業。
学生時代にエアロビクスのインストラクターとしての活動を始める。しかし、2年ほどで膝の故障により継続を断念。公務員を目指し、2009年に船橋市へ転居。
2011年に結婚。しかし、結婚後半年で夫をオートバイの事故で亡くす。
2012年、船橋市役所に就職。生活支援課で生活保護に関する仕事を担当していた。
2018年、船橋市役所退職。
2021年より「bizSPA!フレッシュ」にて不定期でコラムを連載している。
また、2月20日より横浜市の温浴施設にて熱波師として勤務。

### ボクシング
小学生の頃にテレビでボクシングに興味を持つ。
高校在学中、都内のジムでボクシングを始めるが、受験勉強のため2年で終える。
大学卒業後、エアロビクスのインストラクターを経て、公務員を目指すため試験勉強を始めた際に、気分転換として市内の船橋ドラゴンボクシングジムでボクシングを再開する。
その後、2011年の結婚を機にジムから足が遠のいたが、2016年7月、船橋ドラゴンジムに所属する男子プロボクサーから試合に誘われ観戦したのをきっかけに、プロボクサーを目指すことを決意。11月にはプロテスト合格。
2017年5月19日、後楽園ホールにて、田中智沙（勝又）を相手に4ラウンドを戦い、プロボクサーデビューを3-0の判定勝利で飾る。
2018年、ボクシングに専念するため船橋市役所を退職し、東京の名門ワタナベボクシングジムに移籍。
5月28日、後楽園ホールにて、縞馬菜摘（輪島）を相手に2回TKO勝利。
11月20日、後楽園ホールにて、小泉礼奈（FLARE山上）との4回戦を3-0の判定勝利。
2019年4月5日、大阪府立体育会館第2競技場にて、関和由梨（エディタウンゼント）との4回戦を3-0の判定勝利。
9月12日、後楽園ホールにて、初の6回戦を戦う。縞馬菜摘（輪島）との再戦を3-0の判定勝利で収める。
12月7日、カルッツかわさきにて、三好喜美佳（川崎新田）が持つ日本女子フェザー級王座に挑戦するも、6回45秒TKOでプロ初黒星。
直後に神奈川渥美ボクシングジムに移籍。リングネームを本名から緑川アイラに改名し再起を目指すが、首を負傷し手術を受け、2021年7月にプロ引退。
現役時代は、東京オリンピック金メダリストの入江聖奈とも交流があった。
2024年より元OPBF東洋太平洋スーパーフェザー級王者本望信人のジムに所属し、翌2025年3月18日に後楽園ホールにて西真央（大阪帝拳）と5年3か月ぶりの現役復帰戦を行うが、0-3判定で敗れる。

#### 戦績
- プロ：6戦 5勝 1敗[10]。

| 戦           | 日付           | 勝敗 | 時間    | 内容    | 対戦相手                     | 国籍 | 備考                             |
| ------------ | -------------- | ---- | ------- | ------- | ---------------------------- | ---- | -------------------------------- |
| 1            | 2017年5月19日  | ☆    | 4R      | 判定3-0 | 田中智沙(勝又)               | 日本 | プロデビュー戦                   |
| 2            | 2018年5月28日  | ☆    | 2R      | TKO     | 縞馬菜摘(輪島)               | 日本 |                                  |
| 3            | 2018年11月20日 | ☆    | 4R      | 判定3-0 | 小泉礼奈(FLARE山上)          | 日本 |                                  |
| 4            | 2019年4月5日   | ☆    | 4R      | 判定3-0 | 関和由梨(エディタウンゼント) | 日本 |                                  |
| 5            | 2019年9月12日  | ☆    | 6R      | 判定3-0 | 縞馬菜摘(輪島)               | 日本 |                                  |
| 6            | 2019年12月7日  | ★    | 6R 0:45 | TKO     | 三好喜美佳(川崎新田)         | 日本 | 日本女子フェザー級タイトルマッチ |
| 7            | 2025年3月18日  | ★    | 4R      | 判定0-3 | 西真央(大阪帝拳)             | 日本 | 現役復帰戦                       |
| テンプレート |                |      |         |         |                              |      |                                  |

### ADHD
船橋市役所勤務時、仕事をうまくこなせない、時間を守れないなどひどく悩むようになり、テレビ番組で特集していた発達障害の特性が自分と多く重なることに気づき、心療内科で診察してもらった結果、2016年にADHDと診断された。
2019年11月、自身のブログでADHDであることを告白。
2020年2月24日、「ADHD女子革命: 自分のことが大嫌いだった私が、自分を大好きになって幸せになれた方法」を電子書籍として出版、Amazonランキング5部門1位を獲得。
また、この頃から「発達女子会」を開催するなどADHD啓発活動も展開している。

## 著書
- ADHD女子革命: 自分のことが大嫌いだった私が、自分を大好きになって幸せになれた方法 ASIN B0854D4565（ゼロイチ出版）

## 出演
- マツコ会議（日本テレビ、2019年3月16日）
- ホンマルラジオ（2019年11月25日）

### Instagram
1. ↑  
緑川アイラ [@aira_midorikawa] (2020年10月22日). "皆さんの応援のおかげで". Instagramより2022年1月23日閲覧。
2. ↑  
緑川アイラ [@aira_midorikawa] (2021年7月3日). "後楽園ホールから家に帰って". Instagramより2022年1月23日閲覧。
3. ↑  
緑川アイラ [@aira_midorikawa] (2021年7月25日). "女子ボクシングでオリンピック出場の入江聖奈（いりえせな）選手と". Instagramより2022年1月23日閲覧。